# Comunità ebraica di Castel Goffredo
Castel Goffredo è stata sede, fino al 1730 circa, di una comunità ebraica, oggi scomparsa.

## La storia

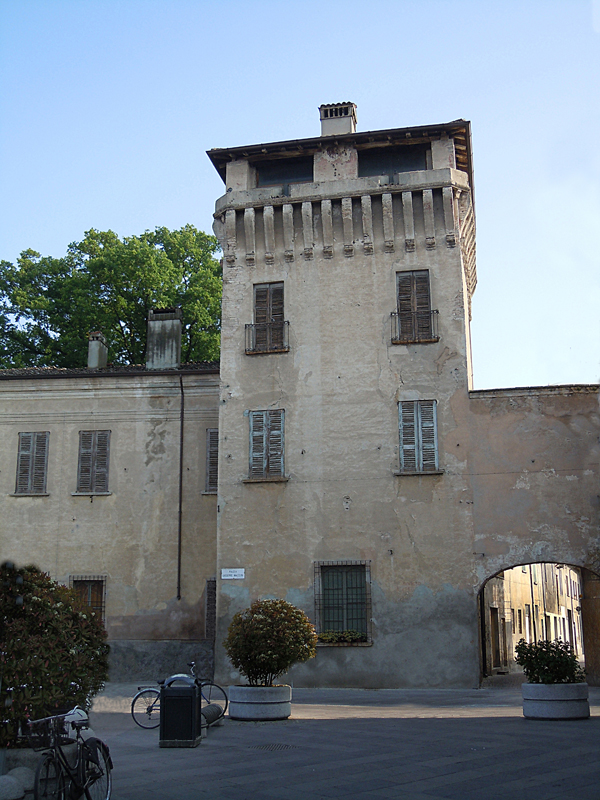
Il Torrazzo, sede del banco dei pegni

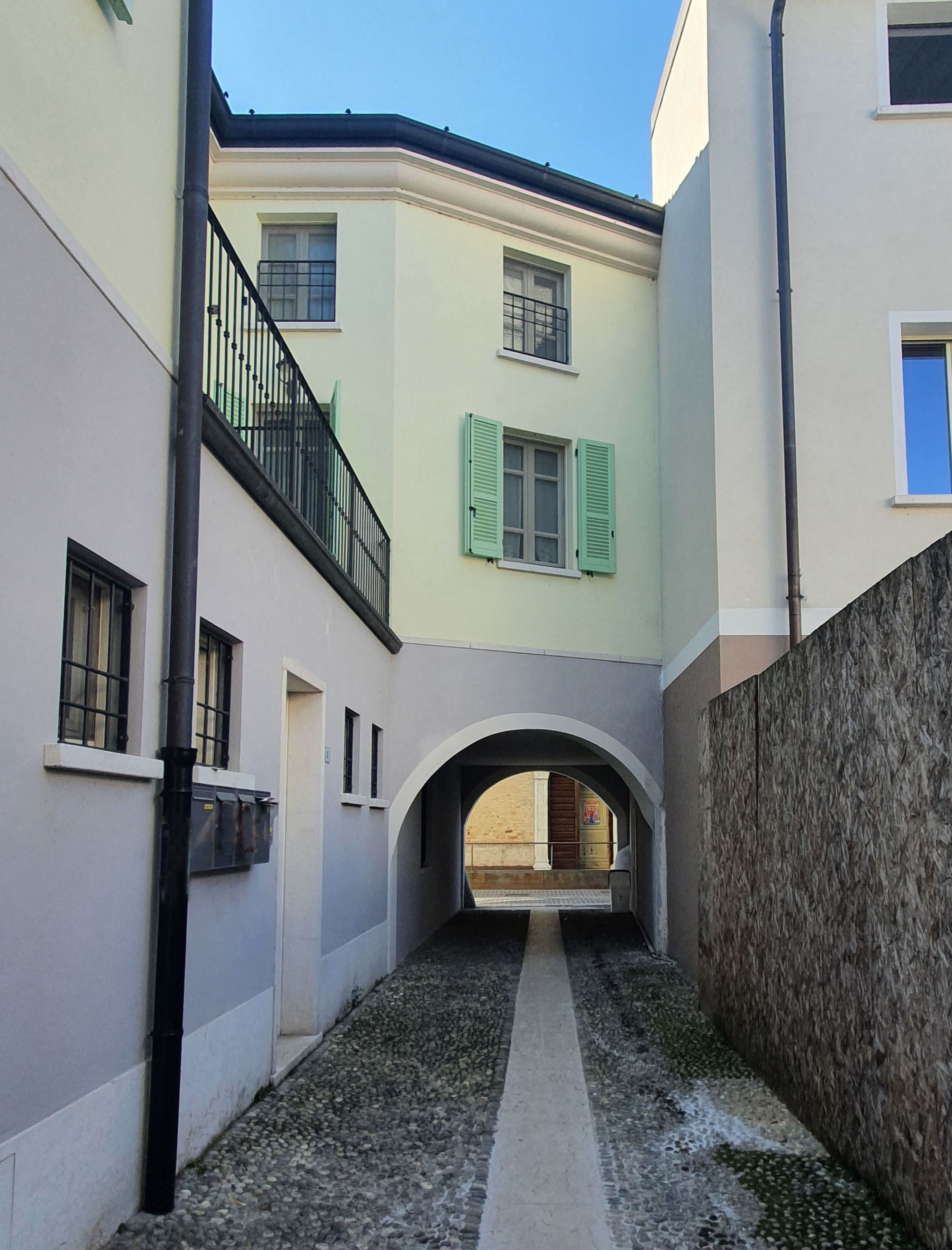
Vicolo Remoto, dove sorgeva l'antica sinagoga

Gli ebrei iniziarono a stabilirsi a Castel Goffredo e in altre località del mantovano sotto il dominio dei Gonzaga, che concessero loro la possibilità di istituire un banco di prestito.
È del 1468 il primo documento che attesta una richiesta inviata a Ludovico II Gonzaga, secondo marchese di Mantova, da parte di un certo Leone ebreo di aprire un banco di prestito nella città.
Nel 1480 venne documentata la presenza della famiglia Norsa come prestatrice di danaro e la sede della loro attività si svolgeva nel Torrazzo, che affiancava il Palazzo Gonzaga-Acerbi dei signori.
Nel 1540 Aloisio Gonzaga, marchese di Castel Goffredo, diede a Deodaro Norsa una concessione decennale per aprire un banco di prestito. Ma la popolazione castellana non mancò di segnalare al marchese che gli ebrei praticavano tassi troppo alti e chiesero la chiusura dell'attività.
Anche dopo la morte di Aloisio, con il figlio Alfonso Gonzaga, l'attività degli ebrei proseguì.
A seguito dell'apertura a Castel Goffredo del Monte di Pietà, l'attività degli ebrei andò scemando e nel 1588 questi si trasferirono nel ghetto di Mantova.
Con il passaggio di Castel Goffredo sotto il ducato di Mantova, nel 1602, gli ebrei ottennero la proroga ad esercitare in città l'attività di prestito, che durò sino al 1730 circa.

## Sinagoga
L'edificio della sinagoga sorgeva nella zona compresa tra il vecchio ospedale e vicolo Cannone, corrispondente all'attuale vicolo Remoto e qui era anche insediata la sinagoga ebraica. 
Della presenza della sinagoga non resta neppure una lapide e le stanze che accoglievano il luogo di culto sono andate irrimediabilmente perdute nel corso del 2010, durante l'abbattimento dell'edificio che le ospitava.